# Ponta do Mel
Ponta do Mel är en udde i Brasilien.   Den ligger i delstaten Rio Grande do Norte, i den östra delen av landet, 1 700 km nordost om huvudstaden Brasília.
Terrängen inåt land är platt. Havet är nära Ponta do Mel åt nordost. Runt Ponta do Mel är det glesbefolkat, med 14 invånare per kvadratkilometer..
Omgivningarna runt Ponta do Mel är huvudsakligen savann.